# Pim de Pinguïn
Pim de Pinguïn (Japans: 小さなペンギン ロロの冒険, Chiisana Pengin: Roro no Bōken, Russisch: Приключения пингвинёнка Лоло, Priklyucheniya pingvinyonka Lolo) is een Japans-Russische animatieserie waarvan in 1989 twee afleveringen zijn verschenen. Pim beleeft spannende avonturen met zijn vriendjes. Zijn vriendinnetje heet Fifi en zijn vriend, een hond, heet Tobias.

## Eerste avontuur
Het eerste deel begint als alle mannetjespinguïns aan land komen om een nest te maken: Iedereen probeert om een zo goed mogelijk nest te maken van stenen. Er worden weleens wat steentjes weggepikt bij een ander. Even later komen de vrouwtjes-pinguïns aan land. Er worden eieren gelegd. Als de moeders de zee in gaan om voedsel te zoeken blijven de papa's waken over hun eieren. Alle pinguïnvrouwtjes in de kolonie leggen twee eieren. De vaders krijgen echter honger en aantal van hen gaat richting zee. Op dat moment vallen de roofvogels aan. In het nest van Pim wordt één ei weggehaald. Uit het nest ernaast ook. De vader van Pim kan de overige twee eieren redden. De verliezen zijn groot. Totaal hebben zo'n 24 eieren het overleefd. 
Pim klimt uit zijn ei (zijn voeten eerst). Zijn eerste woordjes zijn: Mama, Pim en Papa. Hij leert snel en merkt alles op. Als hij zich afvraagt waarom andere pinguïns een broertje of een zusje hebben en hij niet, wordt hij voorgesteld aan Fifi. Fifi is bijna overal bang voor, terwijl Pim vooral nieuwsgierig is. Alle pinguïns krijgen les van opa-pinguïn. Ze leren over de roofdieren en gevaarlijke mensen. Ook krijgen ze les van een van de vrouwtjes-pinguïns. Van haar leren ze hoe ze moeten springen, rennen en glijden.
Pim loopt een eindje weg. Hij komt in aanraking met mensen. In zijn angst rent hij weg, maar hij wordt achtervolgd door een hond, Tobi. De hond laat weten dat hij een vriend is. De baas van de hond is een wetenschapper genaamd Willem en deze brengt Pim in zijn rugzak terug naar diens familie. 
Een tijd later loopt Pim samen met Fifi opnieuw weg, om hun vriend Tobi weer op te zoeken. Pim wordt aangevallen door roofvogels en loopt daarbij een verwonding op. De baas van Tobi, Willem, verzorgt de pinguïn en brengt hem weer terug naar zijn familie. Dan volgt de les van opa die verteld dat er goede en slechte mensen zijn. 
Pim ziet meeuwen vliegen en denkt, omdat pinguïns vogels zijn, dat pinguïns ook kunnen vliegen. Samen met Fifi doet Pim een aantal pogingen om te vliegen. Als ze op een heel hoge berg staan, vindt Pim het toch te hoog. Het is echter te laat om terug te keren, want het stuk ijsberg waar Pim en Fifi op staan brokkelt af en valt in zee. 
Ze drijven af. Fifi wil naar huis. Pim zegt dapper dat hij alles onder controle heeft. Ze ontmoeten een aantal keizerspinguïns, maar die willen Pim en Fifi niet helpen. Als Pim en Fifi honger krijgen, kijken ze naar de zee. Ze zien allemaal heerlijk voedsel en een zeeluipaard. De zeeluipaard heeft het nu op de jonge pinguïns gemunt. Een orka breekt echter het drijvende stuk ijs in tweeën en eet de zeeluipaard op. Pim en Fifi zijn voorlopig weer veilig.

## Nederlandse versie

### Stemmen
Eva Zeijlstra, Ket van de Brugge, Linn Stevens, Willem Blom, Nanette Quartel, Hans Kuyper, Peter Joosten en Kees de Gier.